# Keraia longiseta
Keraia longiseta is een eenoogkreeftjessoort uit de familie van de Pseudotachidiidae. De wetenschappelijke naam van de soort is voor het eerst geldig gepubliceerd in 2008 door Vasconcelos, George & Santos.